# SOS (Rihanna-låt)
SOS är en RnB-låt som Rihanna sjunger. Singeln, som är sångerskans tredje, släpptes den 14 februari 2006 och låg på försäljningslistorna i flera länder. Låten återfinns på albumet A Girl Like Me (2006).